# Cerdistus creticus
Cerdistus creticus là một loài ruồi trong họ Asilidae. Cerdistus creticus được Hüttinger & Hradský miêu tả năm 1983. Loài này phân bố ở vùng Cổ Bắc giới.